# 22512 Cannat
22512 Cannat (tên chỉ định: 1998 BH26) là một tiểu hành tinh vành đai chính. Nó được khám phá thông qua Khảo sát tiểu hành tinh OCA-DLR ở Caussols, Alpes-Maritimes, Pháp, ngày 28 tháng 1 năm 1998. Nó được đặt theo tên Guillaume Cannat, a French scientific journalist và author.